# Eupithecia casloata
Euphithecia casloata es una especie de polilla de la familia Geometridae. La especie fue descrita por primera vez por Harrison Gray Dyar habiendo sido descrita en 1918, con distribución en Estados Unidos. El holotipo de la especie fue descrita en Kootenai (Idaho).
La envergadura es de unos 16 milímetros (0,6 plg). Las alas anteriores tienen bandas alternas con bandas irregulares claras y oscuras. Las alas traseras son en gran parte pálidas, con una amplia banda marginal ahumada.